# Nesodynerus oahensis
Nesodynerus oahensis är en stekelart som först beskrevs av Dalla Torre 1889.  Nesodynerus oahensis ingår i släktet Nesodynerus och familjen Eumenidae. Inga underarter finns listade i Catalogue of Life.